# Lovćen
Lovćen (črnogorsko Ловћен, Lovćen) je 1749 m visoka gora oz. gorski masiv na jugozahodu Črne gore, ki se dviga nad vzhodnim delom Boke Kotorske. Predstavlja najjužnejši del zunanjih Dinaridov. Proti severu in vzhodu se zlagoma spušča proti Njeguškemu in Cetinjskemu polju ter kraškemu masivu Paštrovići, na južnem in zahodnem robu pa strmo proti Jadranskemu morju. Ima dva izrazita vrhova, Štirovnik (1749 m) in Jezerski vrh (1659 m).
Ime Črna gora (Crna gora) se prvič pojavi v listini Stefana Milutina leta 1276, kar naj bi se nanašalo na videz Lovćena, pokritega z gostim, temnim gozdom. To je kasneje služilo kot navdih za ime države. Zdaj velja za enega simbolov Črne gore; znan je tudi po tem, da na Jezerskem vrhu stoji mavzolej črnogorskega nacionalnega pesnika Petra II. Petrovića Njegoša.

## Njegošev mavzolej
Njegoš je zadnja leta svojega življenja preživel v bližnjem Prčanju na obali Boke Kotorske in si je zaželel biti pokopan na vrhu Lovćena, kjer je v ta namen po svojih zamislih narisal in dal sezidati kapelo. Vendar je bil po smrti zaradi bojazni, da bi njegov grob na tako odmaknjeni lokaciji oskrunili Turki, sprva pokopan v samostanu na Cetinju in šele leta 1855 so njegove ostanke prenesli na Lovćen. Ta kapela je bila uničena v avstrijskem obstreljevanju med prvo svetovno vojno, zato so bili Njegoševi ostanki znova prenešeni na Cetinje.
Po vojni je kralj Aleksander I. razmišljal o postavitvi obeležja in prosil znamenitega arhitekta Ivana Meštrovića, naj naredi osnutek. Ta je predlagal postavitev mavzoleja, a se je Aleksander zaradi finančne stiske odločil za manjšo kapelo, zgrajeno leta 1925. Ta je bila nekoliko večja od prvotne in za razliko od nje obdana s podpornim zidom, pa tudi opremljena z vpadljivim razglasom, da jo je kralj izročil srbski pravoslavni Cerkvi; predvsem slednje ni bilo pogodu zavednim Črnogorcem. Ob bližanju stote obletnice Njegoševe smrti po drugi svetovni vojni je potekal proces »kanonizacije« Njegoša kot zdaj jugoslovanskega nacionalnega pesnika, v sklopu česar je vzniknila zamisel, da bi kapelo nadomestili z večjim mavzolejem. Odbor je pripravil razpis, a nobena od prispelih rešitev ni bila izbrana, zato je takratni predsednik črnogorske vlade Blažo Jovanović stopil v stik z Meštrovićem, ki je pristal na to, da zaključi delo, začeto med vojnama. Zaradi političnih in organizacijskih zapletov, ki jih je spremljal močan javen odpor Cerkve ter vidnih intelektualcev, je bila končna odločitev o rušenju kapele in postavitvi mavzoleja sprejeta šele konec 1960. let. Dela so se pričela leta 1971 in tri leta kasneje je bil postavljen sedanji mavzolej.
Mavzolej, zgrajen iz granitnih blokov iz jablaniškega kamnoloma, je zdaj priljubljena turistična destinacija.

## Narodni park
Narodni park Lovćen, ustanovljen leta 1952, obsega območje gorskega masiva na površini 62,2 km². Tu se na razmeroma majhnem prostoru pojavljajo številne kraške oblike. Zaradi lege na prehodu med sredozemskim in kontinentalnim podnebjem na območju parka uspeva raznovrstno življenje, med drugim tretjina vseh rastlinskih vrst, ki rastejo na ozemlju Črne gore. Znotraj parka je vzpostavljenih pet naravnih rezervatov s strožjim režimom varstva.